# Год рождения
«Год рождения» — художественный фильм российского режиссёра Михаила Местецкого, главные роли в котором сыграли Эльдар Калимулин, Анастасия Талызина и Юра Борисов. Премьера картины в кинотеатрах состоялась 9 ноября 2023 года.

## Сюжет
Действие фильма происходит в вымышленном городе Металлогорске. Главный герой — молодой человек, узнающий, что его девушка беременна. В течение девяти месяцев он проходит период взросления.

## В ролях
- Эльдар Калимулин — Филипп
- Анастасия Талызина — Марина
- Юра Борисов — Сопля
- Дмитрий Быковский-Ромашов — отец Марины
- Олег Васильков — Костолом
- Юлия Ромашина — мать Марины
- Юлия Джулай — Валя

## Премьера и восприятие
«Год рождения» снимали в Мурманске. Этот город, по словам оператора Давида Хайзникова, идеально подошёл благодаря низкому многослойному небу. Производством занималась компания «Пайнери».
Премьера картины состоялась в 2023 году. Она попала в список самых ожидаемых событий года, один из критиков охарактеризовал «Год рождения» как «потенциальный фестивальный хит». Картина стала фильмом открытия кинофестиваля «Маяк» в Геленджике в октябре 2023 года.
Зинаида Пронченко в своей рецензии резюмирует: «Явно идентифицирующий себя с главным героем, Местецкий хочет в этой сказке о главном завести разговор о важном, убедить аудиторию, что даже в пространстве депрессии, коим является Россия, если очень захотеть, можно „улететь“ — в космос или хотя бы во внутреннюю эмиграцию. Что чудеса случаются. Что отрезанные головы, присобаченные к телу скотчем, продолжают петь о любви и надеяться на лучшее».
Дарья Могильникова (Forbes) отметила, что «Михаил Местецкий, очевидно, снял глубоко личное кино — о затянувшемся подростковом бунте и противопоставлении всего молодого и живого всему старому и тоскливому». Ная Гусева (Film.ru) оценила фильм на 7 баллов. По её мнению, «у Местецкого получилась отличная демонстрация жизни в глубинке и её последствий».

## Награды и премии
- 2023 — Лауреат премии «Белый слон» в номинации «Лучшая музыка» (Михаил Местецкий, Кирилл Белоруссов)[8].
- 2023 — Лауреат первого фестиваля актуального российского кино «Маяк» в номинации «Лучшая мужская роль» (Эльдар Калимулин)[9].